# Eigen kweek
Eigen kweek is een Vlaamse televisieserie, die geregisseerd werd door Joël Vanhoebrouck. De serie gaat over een boerengezin dat cannabis begint te telen om het hoofd boven water te houden.
De opnames vonden plaats in het West-Vlaamse Wijtschate, een deelgemeente van Heuvelland. Eigen Kweek is een productie van Eyeworks en werd gemaakt door het team achter de midfictiereeks Dubbelleven.
Het eerste seizoen werd in het najaar van 2013 uitgezonden op Eén. Aanvankelijk had de reeks één seizoen, maar door het grote succes werd beslist om nog twee seizoenen bij te maken. Het tweede seizoen werd in het voorjaar van 2016 uitgezonden. Op Kerstmis 2016 werd een speciale kerstaflevering uitgezonden. Hoewel deze werd uitgezonden tussen seizoen 2 en 3, speelt deze zich af tussen seizoen 1 en 2. Het derde en laatste seizoen werd uitgezonden vanaf Nieuwjaar 2019.

## Verhaal

### Seizoen 1
Het verhaal begint op het feest ter ere van het 40-jarige huwelijk van Jos en Ria Welvaert. Jos en Ria zijn afkomstig uit het Antwerpse Duffel, maar net na haar huwelijk erfde Ria een aardappelenboerderij in het West-Vlaamse Wijtschate. Veertig jaar lang hebben Jos en Ria aardappelen geteeld. Omdat er met aardappelen nog weinig te verdienen valt, weet neef Geoffrey een interessante investering waarmee ze snel geld kunnen verdienen. Op het feest ontmoet zoon Frank de Filipijnse Nenita, de echtgenote van Lucien, de buurman van zijn ouders. Nenita laat een foto zien van haar zus Julita, die in de Filipijnen leeft.
Dan maakt het verhaal een sprong van acht maanden. Geoffrey zit intussen in de gevangenis. Al het ontvangen geld van de familie Welvaert heeft hij opgemaakt aan prostituées in plaats van het op de bank te zetten. Ondertussen gaat Frank zijn Filipijnse vrouw Julita ophalen aan de luchthaven. De gesprekken tussen Frank en de Filipijnse Julita verlopen stroef, mede door het kromme Engels dat Frank hanteert. Nadat Julita heeft kennis gemaakt met Franks ouders Jos en Ria en zijn broer Steven, rijdt hij met haar naar zijn eigen huis. Julita denkt dat Frank seks wil omdat haar zus Nenita vaak seks heeft met Lucien, maar Frank negeert haar. Julita voelt dit aan alsof er iets mis is met haar.
Broer Steven heeft een kleine wietplantage in een hangar, samen met zijn vriend Fluppe, maar de wiet is van slechte kwaliteit. Ondertussen komt het Jos, via de vaste huisvriendin en politieagente Chantal, ter ore dat met wiet kweken veel geld te verdienen is. Hij doet aan Steven een voorstel om samen wiet te kweken om van hun schulden af te geraken.
De volgende dag gaat Ria, zeer tegen de zin van Frank, met Julita en Frank mee naar Brugge. Julita heeft aan Ria verklapt dat Frank geen seks wil met haar. Ria ondervraagt Frank hierover in de toeristenboot, maar Frank is hier niet mee opgezet. Toch groeien Frank en Julita naar elkaar toe wanneer Frank Julita leert autorijden. Julita wordt gewaar dat Frank echt van haar houdt en haar niet voor de seks naar België heeft gehaald. Ze ziet ook hoe haar zus Nenita wordt uitgebuit door Lucien.
Jos en Steven zijn in Nederland intussen zaad gaan kopen om hun wietplantage op te starten. Bijna worden ze door een politieagent betrapt bij een tankstation. Maar de agent vindt in de auto enkel glijmiddel, dat Steven had gebruikt terwijl hij seks had met zijn vriendin Griet in de auto. Door met de wietplantage bezig te zijn verliest Steven de tijd uit het oog, waardoor hij zijn afspraak met Griet mist en de relatie spaak loopt.
Steven en vier anderen worden bij het zwembad de volgende dag betrapt met drugs, die Steven probeert te verkopen. Chantal, de politieagente en vriendin aan huis, besluit de aanklacht tegen Steven in te trekken. Even later valt de federale politie toch binnen op het erf van de familie Welvaert. Jos en Steven denken dat ze hun hangar vol drugs hebben gevonden, maar het blijkt een vergissing te zijn. Ze moesten bij buurman Lucien zijn, die meteen wordt opgepakt.
Intussen vindt Nenita het drugsgeld van Lucien, zo'n 150.000 euro. Ze wil er samen met Julita mee terug naar de Filipijnen vluchten. Julita is echter intussen verliefd geworden op Frank en wil niet meer terug. Twee dieven breken die avond in bij Lucien en Nenita maar vinden het drugsgeld niet. Nenita vertrekt alleen terug naar de Filipijnen met het geld. Zij koopt er onder andere een woning mee.
Jos en Steven blijven op hun hoede bij de hangar, nadat een konijn er steeds voor zorgt dat Jos een bericht krijgt dat er iemand bij de hangar is door voor een sensor te lopen. Door de politie-inval is Jos bang geworden en hij besluit het verhaal van de wietplantage aan Ria te vertellen. Ria is erg van streek en verlaat het huis. Ze gaat bij Frank en Julita wonen. Wanneer Ria beseft dat ze het geld echt nodig hebben, gaat ze terug bij haar man Jos wonen. Ook Frank is opgelucht dat hij weer alleen bij Julita kan zijn.
Daarna komt neef Geoffrey terug. Hij is vrijgelaten uit de gevangenis. Geoffrey mag bij Jos en Ria logeren, zeer tegen de zin van Jos. Wanneer hij echter beseft dat Geoffrey drugsdealers kent, laat hij dit toch toe. Wanneer Jos en Steven de volgende keer naar de hangar rijden, staat er echter een politiewagen. Het is Geoffrey, die seks heeft gehad met Chantal, haar vastgebonden heeft op bed en met de combi naar de hangar is gereden, waar hij nog geld heeft liggen van voor hij opgepakt werd. Julita heeft intussen werk gevonden als exotische dienster aan het zwembad bij Fluppe. Frank kan hier echter niet mee leven en wil dat Julita met haar werk stopt. De twee krijgen ruzie.
Frank gaat intussen Lucien opzoeken in de gevangenis. Lucien eist dat Frank zijn drugsgeld terugbezorgt. Wanneer Frank van de gevangenis terugrijdt, rijdt hij voorbij het huis van Lucien, waar de twee dieven zijn teruggekomen. Julita die met de scooter net ervoor was aangekomen, wordt ontvoerd en Frank neergeslagen ...
Wanneer de ontvoerders in hun schuilplaats zijn aangekomen, merken ze snel dat ze de verkeerde ontvoerd hebben. Klaas Museeuw, alias Den Hollander, is de harde van de twee. Bernard, de andere, voelt medelijden met Julita, in de mate dat hij een Limasyndroom ontwikkelt.
De ontvoerders eisen 150.000 euro van de familie Welvaert.
Julita moet vaak overgeven en Bernard, die zelf vijf kinderen heeft, ontdekt dat ze zwanger is. Ria krijgt een lumineus idee: ze wil de 120 kilogram wiet die ze zelf gekweekt hebben aan de ontvoerders weggeven in ruil voor Julita. Steven gaat echter niet akkoord. Hij wil de wiet alsnog verkopen voor 150.000 euro aan de ontvoerders, die er makkelijk het dubbele voor kunnen krijgen.
Jos en Frank spreken af met Den Hollander, die Julita bij zich heeft, terwijl Steven met een tractor de wiet zal vervoeren naar Bernard. Op het moment dat Jos en Frank net weg zijn, komt Chantal binnen bij Ria. Ze vertelt dat Den Hollander geschaduwd wordt door de federale politie en dat hij vandaag een grote deal gaat slaan met wiet. Ria wil Jos zo snel mogelijk bereiken, maar hij neemt de telefoon niet op.
Steven vertrekt intussen naar Bernard, waar de wiet wordt goedgekeurd. Bernard telefoneert naar Den Hollander, die Julita vrijlaat. Wanneer Den Hollander met de auto vertrekt wordt hij klem gereden door de politie. De politie schiet hem neer. Den Hollander rijdt met zijn wagen de berm in en lijkt de klap niet overleefd te hebben. Ook Jos, Frank en Julita worden door de politie onder schot genomen. Net op dat moment verschijnen Ria en Chantal. Chantal vertelt dat ze het losgeld van 150.000 euro achter de rug van de politie hebben willen regelen en niets met de drugs te maken hebben. Dit wordt bevestigd: in beide wagens worden geen drugs gevonden, maar wel 150.000 euro. Dit geld wordt overhandigd aan Jos, Frank en Julita.
Het verhaal maakt dan een sprong van zes maanden naar het huwelijksfeest van Julita en Frank. Julita is intussen hoogzwanger, net zoals Chantal, sinds haar nacht met Geoffrey, waarvan ze niets meer vernomen heeft. Steven vraagt aan Jos hoe het intussen met de drugs zou zijn.
In het laatste beeld zien we Bernard, die aan zijn vijf kinderen uitlegt, dat ze vijf gram van het spul dat voor hen ligt in een zakje moeten doen, en dit tot de volledige voorraad op is ...

### Kerstspecial
Julita is hoogzwanger en al een week overtijd. En net de dag voor kerstavond slaat het noodlot toe en krijgen zij en Frank te maken met een woningbrand. Gelukkig is er nog plaats in het ouderlijk huis in de kamer van Frank en kunnen ze daar voorlopig terecht. Er wordt druk voorbereid voor kerstavond, die traditioneel met de familie en meneer pastoor wordt gevierd. Tot blijkt dat Lucien is vrijgelaten en onder de hoede van de pastoor leeft, en deze die wil meenemen. Indien Ria dat niet wil, zal de pastoor wel elders gaan, wat Ria te allen koste wil vermijden. Wanneer Frank hoort dat Lucien is uitgenodigd, gaat hij ervandoor met Julita om kerstavond te vieren in een hotel. Alles blijkt echter volgeboekt, waarop ze besluiten gezellig in de auto te vieren naast de weg. Wanneer Julita's water breekt, blijkt de batterij van de auto plat door de kerstverlichting. Ze vertrekken dan maar te voet en belanden uiteindelijk in het kerststalletje van de Nollets, waar Julita bevalt van haar kerstekind Franky.

### Seizoen 2
We zijn vier jaar later. De ontmoeting met "den Ollander" uit de vorige reeks is nog maar een vage herinnering, tot "De broer van den Ollander" samen met Bernard op het erf van Jos staat. Hij komt het geld van zijn broer opeisen, dat de familie Welvaert vier jaar geleden mee naar huis genomen heeft. Wanneer de man te weten komt dat er van het geld niets meer over is, dwingt hij Jos om opnieuw wiet te kweken om het geld zo snel mogelijk terug te verdienen.
Jos staat, onder dwang, toe. De broer van den Ollander heeft namelijk de kleinzoon van Jos geviseerd. Steven wil ook graag meewerken met wiet te kweken, maar Jos is hier tegen. Steven en Griet gaan die avond babysitten bij Chantal. Ze hebben die avond seks in het bed van Chantal. Een dag later wordt Steven door de politie opgepakt. Het blijkt gewoon Chantal te zijn die Steven een lesje wil leren. Jos komt met een voorstel tegenover Museeuw: Steven wordt nu nauwlettend in het oog gehouden door de politie en Bernard heeft ook nog schulden bij den Ollander, daarom moet Bernard ook mee wiet kweken. Frank heeft intussen met spijt in het hart zijn rallyauto verkocht en een gezinswagen gekocht bij Jerry. Stiekem koopt hij de wagen later terug.
Pepita, de tante van Julita, komt voor drie maanden logeren bij Frank, Julita en Franky.
Ondertussen zoekt de politie naar een kriekendief uit de boomgaarden van Ludwina. Chantal vindt de dief niet en besluit te gaan kijken in de hangar die in de buurt van het huis van Ludwina staat. Hier ziet zij alle wietplanten staan. Terwijl Jos en Bernard zich verschuilen, slaat Museeuw Chantal neer. Alle planten moeten weg uit de loods. Jos belt Steven om te komen helpen. Ze verhuizen de planten naar hun eigen hangar, waar hun kweek vier jaar geleden gedaan werd. Ondertussen zijn Griet en Ria ongerust. Steven zegt over de telefoon dat er grote problemen zijn met de patatten: het zit er vol coloradokevers. Bij de hangar ontdekken ze Frank zijn rallyauto. Die moet daar weg en ook Frank wordt opgebeld. Julita is er intussen achter gekomen dat Frank de auto teruggekocht heeft en is kwaad.
In de hangar volgt een ontmoeting tussen Museeuw en de gehele familie Welvaert. Frank begint te vechten met hem, omdat hij zijn zoon Franky heeft bedreigd. De familie kan Museeuw overmeesteren en vastketenen. Ook Bernard is bereid om mee te helpen aan de kweek, op voorwaarde dat hij een deel van de kweek mag verkopen voor zijn eigen rekening. Jos, Steven en Bernard gaan in het huis van Museeuw op zoek naar bewijzen om hem te kunnen beschuldigen. Ze zoeken ook naar foto's die Museeuw met zijn polaroid trok. Tijdens hun zoektocht in het huis van Museeuw worden ze door Frank verwittigd dat Chantal op onderzoek gaat naar het huis. Hier vindt Chantal een bewijs (een single van Will Tura) dat Museeuw haar overvaller was.
Steven en Bernard proberen intussen een lucratieve drugsdeal te sluiten. De afnemer blijkt Fluppe te zijn. Steven wil niet dat Fluppe hem herkent, dus gaat Bernard alleen op hem af met een paardenmasker op. Fluppe blijkt echter voor Chantal te werken om strafvermindering te krijgen voor zijn kleine drugsfeiten. Jos wordt in de hangar overmeesterd door Museeuw. Later kan Jos bevrijd worden door Ria, maar hij vreest wel dat alles aan het licht gaat komen.
Wanneer Ria bij Museeuw aan het poetsen is (omdat Jos, Steven en Bernard daar daags voordien alles overhoop hadden gehaald op zoek naar de polaroidfoto's en de geluidsopnamen die Museeuw van hen had gemaakt), ontdekt ze waar Museeuw het sleuteltje van zijn kluis bewaart. Intussen komt Chantal op bezoek bij Museeuw omdat hij spoorloos was sinds hij vrij was. Ook staat het busje van Bernard op zijn erf. Terwijl Chantal Museeuw bezighoudt, ziet Ria haar kans schoon en opent de kluis. Er blijkt echter een tweede kluis met een cijferslot in te zitten. Bij Frank thuis ondertussen geraken Pepita en Bernard bevriend. Ria droomt 's nachts van de kluis en denkt de code gevonden te hebben. Ze denkt aan '797204' naar het gelijknamige liedje van Will Tura, waar Museeuw hevige fan van is. Dit blijkt echter niet de code te zijn, maar dan vinden ze Museeuws lidkaart van de fanclub van Will Tura. Ze proberen zijn lidnummer, dit keer wél met succes. Ria en Jos vinden de foto's in de kluis en nemen ze mee.
Museeuw is intussen naar de drugsdeal met Fluppe getrokken, waar hij wordt opgepakt door de politie. De drugs die door Steven worden vervoerd, moeten naar een afgesproken plaats in Dranouter. Steven besluit op het laatste moment terug te draaien wanneer Jos belt dat ze de kluis hebben geopend. Ria gaat naar huis en Jos blijft in het huis van Museeuw om te wachten op Steven. Ze willen de wiet in het huis steken om Museeuw door de politie te laten betrappen. Ondertussen zegt Museeuw aan de politie bewijzen te hebben dat de drugs gekweekt zijn door de familie Welvaert. Samen met de politie rijdt Museeuw naar zijn erf. Plots hoort Jos echter de sirenes van de aankomende politiewagens. In paniek belt hij Steven dat hij daar met de wiet weg moet blijven, die op het nippertje rechtsomkeer kan maken. Daarna belt hij Frank en Ria dat ze als de bliksem de hangar leeg moeten maken omdat Museeuw de politie zal zeggen daar te gaan kijken. Jos gaat langs achter naar buiten en rent het bos in. Ondertussen ontdekt Museeuw dat zijn kluis leeg is.
Franks gezinsauto blijkt echter weg te zijn, net als Bernard en Pepita. Hij neemt zijn rallywagen dan maar. Frank kan Ria oppikken, maar krijgt pech onderweg. Daarom zegt Museeuw dat ze naar de hangar van de Welvaerts moeten rijden. Bijna gelijktijdig komen Frank, Ria en de politie aan. Er is nog geen tijd geweest de hangar leeg te halen. Museeuw zegt dat ze in de hangar drugs hebben gekweekt samen met Bernard Warlop. Chantal gelooft het verhaal niet echt, maar opent de hangar toch op aanraden van Stefaan, "omdat de onderzoeksrechter anders gaat zeggen dat ze maar half werk hebben gedaan". De hangar blijkt tot ieders verbazing leeg te zijn: er worden geen drugs of kweekmateriaal aangetroffen. Alleen een paar autozetels. Frank herkent de zetels van zijn gezinswagen en begrijpt wat er is gebeurd: Bernard heeft alle drugs en kweekmateriaal 's nachts uit de hangar gehaald en meegenomen. Museeuw wordt definitief opgepakt. Jos laat zich in een bos verderop oppikken door Steven. Ze verbranden de foto's en gooien de wiet in een bos. We zien een beeld waarop Bernard zijn geld staat te tellen: hij heeft alle wiet en materiaal verkocht. Een paar dagen later krijgt Julita een sms van Pepita dat Frank zijn auto kan gaan ophalen aan de luchthaven van Schiphol.
In de laatste scène is een familiefeest te zien. Julita is intussen al even zwanger van haar tweede kind met Frank. Ook Chantal is op het feest aanwezig, omdat ze een goede vriendin is van Ria. Ze wordt echter even weggeroepen door Stefaan. Hij heeft een melding gekregen dat Bernard Warlop vanuit Schiphol naar de Filipijnen is vertrokken. Frappant detail: op datzelfde vliegtuig zat ook Pepita. Stefaan vindt dit een grappig toeval, maar Chantal denkt er anders over: ze zijn samen vertrokken. Maar bij de hangar hadden de Welvaerts echter gezegd dat ze Bernard niet kenden. Chantal ruikt onraad: het verhaal van den Ollander zou weleens kunnen kloppen...

### Seizoen 3
Frank en Julita zijn opnieuw in verwachting. Het blijkt om een drieling te gaan, allemaal meisjes. Ook Griet blijkt zwanger te zijn van Steven na hun avondje babysitten bij Chantal. Griet en Steven waren echter al een tijdje uit elkaar, wat de zaak bemoeilijkt. Gezien noch Frank, noch Steven de boerderij wil verderzetten, wil Jos de boerderij verkopen en heeft hiervoor contact gehad met een zekere Verkest. Dit blijkt Fluppe te zijn. Chantal is ondertussen aan een privé-onderzoek bezig in verband met de wiet van de familie Welvaert. Ze ziet Jos en Filip aan de hangar en denkt dat ze opnieuw met wiet bezig zijn. Wanneer Griet opnieuw moet babysitten op de dochter van Chantal, Emma, ontdekt ze in het bureau van Chantal een hoop foto's van de Welvaerts met daarbij een afbeelding van een wietblad. Ze verwittigt Jos en Steven. Ondertussen is de nieuwe politiecommissaris gearriveerd, René Vanderlinden uit Antwerpen, die onmiddellijk de boel naar zijn hand wil zetten.
Steven belooft aan Griet om met haar te trouwen, zodat ze zou zwijgen tegen Chantal over de foto's die ze gezien heeft van de Welvaerts. Jos en Ria bekennen aan Chantal dat ze zonnebloemen hebben gekweekt om uit een financiële strop te komen. Chantal laat hen haar foto's zien, waardoor Jos moet bekennen aan Ria dat hij van plan is de boerderij en de hangar te verkopen. Commissaris Vanderlinden vindt het dossier over de Welvaerts in een schuif in de bureau van Chantal. Hierna verwittigt hij de onderzoeksrechter, die een huiszoekingsbevel laat uitleveren. De boerderij en de hangar van Jos en Ria en het huis van Frank en Julita wordt onderzocht, maar er wordt niets gevonden. Bij de huiszoeking komt een pakje sigaretten tevoorschijn en Frank moet opbiechten aan Julita dat hij terug is beginnen roken. Griet laat Steven kennismaken met haar ouders. De kennismaking komt snel tot een einde als de vader van Griet, de onderzoeksrechter, beseft dat Steven de zoon van Jos en Ria is. Ondertussen worden ook de auto's van Frank en Julita doorzocht. In de auto van Frank worden plannen gevonden die de politie naar een kleine hangar vol wiet leiden. Frank wordt gearresteerd.

## Spin-off: Chantal
In juni 2021 startten de opnames van de Eigen Kweek-spin-off Chantal, die vanaf september 2022 op Eén werd uitgezonden. Deze spin-off gaat over inspecteur Chantal Vantomme, die verhuisd is naar politiezone Spoorkin. Dat is de kleinste en meest westelijke politiezone van België, ook bekend als "Far West" van Vlaanderen. Ze begint er een nieuw leven als coördinator van het wijkcommissariaat van Loveringem (in het echt Lo-Reninge) en komt als alleenstaande moeder terecht in een machowereld waar de schijnbare rust heel bedrieglijk blijkt. De serie werd geschreven en bedacht door Mathias Sercu (die ook al meespeelde in het derde seizoen van Eigen Kweek) en geregisseerd door Jeroen Dumoulein. De productie is in handen van Eyeworks België en Telenet.
De opnames voor het tweede seizoen van de reeks startten in 2022. De tweede reeks werd vanaf januari 2024 uitgezonden.
De opnames voor een derde reeks gingen in april 2024 van start.

## Trivia
- In de serie wordt veel steenkolenengels gebruikt, vooral door Frank. Zo vertaalt hij "je mag je neus niet in andermans zaken steken" als you can’t put your nose in andermans menage. Muizenstrontjes (hagelslag) noemt hij dan weer shit of mouse. Dit met (West-)Vlaamse uitspraken doorspekt Engels werd gesmaakt door de kijkers van Eigen kweek.[3][4] Eén speelde op zijn webstek in op deze populariteit met een 'soundboard', waarop je Franks opvallendste uitspraken opnieuw kan beluisteren.
- Maaike Cafmeyer leerde speciaal voor de reeks autorijden.
- In de kerstspecial zagen we als vroedvrouw Hanne Vanhaesebrouck, geen actrice maar bij het publiek bekend als verliezend finalist van het Vlaamse televisieprogramma De Mol 2016.
- Wim Willaert en Sebastien Dewaele speelden later opnieuw twee broers, ditmaal in het tweede seizoen van de serie Undercover.
- De boerderij van de familie Welvaert is gelegen naast de Britse militaire begraafplaats R.E. Farm Cemetery.

## Rolverdeling
In onderstaande tabel staat K voor kerstspecial.
| Acteur               | Personage                      | Seizoenen | Seizoenen | Seizoenen | Seizoenen | Beschrijving                         |
| Acteur               | Personage                      | 1         | K         | 2         | 3         | Beschrijving                         |
| -------------------- | ------------------------------ | --------- | --------- | --------- | --------- | ------------------------------------ |
| Dirk Van Dijck       | Jos Welvaert                   | •         | •         | •         | •         | Vader familie Welvaert               |
| Wim Willaert         | Frank Welvaert                 | •         | •         | •         | •         | Oudste zoon van Jos                  |
| Sebastien Dewaele    | Steven Welvaert                | •         | •         | •         | •         | Jongste zoon van Jos                 |
| Sien Eggers          | Ria Goudezeune                 | •         | •         | •         | •         | Vrouw van Jos                        |
| Rhoda Mae Montemayor | Julita Pineda                  | •         | •         | •         | •         | Filipijnse vrouw van Frank           |
| Maaike Cafmeyer      | Chantal Vantomme               | •         | •         | •         | •         | Politieagente, vriendin van Ria      |
| Wouter Bruneel       | Filip "Fluppe" Verkest         | •         | •         | •         | •         | Vriend van Steven                    |
| Liesa Naert          | Griet Despriet                 | •         | •         | •         | •         | Vriendin van Steven                  |
| Piv Huvluv           | Stefaan                        | •         | •         | •         | •         | Politieagent, collega van Chantal    |
| Günther Lesage       | Mijnheer pastoor               | •         | •         | •         | •         | Pastoor van het dorp                 |
| Maria Vanhooren      | Ludwina                        | •         |           | •         | •         | Volkse vrouw, kennis van Jos en Ria  |
| Stefaan Degand       | Bernard Warlop                 | •         |           | •         |           | Hulpje van de Museeuws               |
| Sam Louwyck          | ✝ Klaas "Den Ollander" Museeuw | •         |           |           |           | Gangster                             |
| Sam Louwyck          | Patrick Museeuw                |           |           | •         |           | Broer van "Den Ollander", gangster   |
| Rudi Delhem          | Lucien Busschaert              | •         | •         |           |           | Buurman familie Welvaert, wietkweker |
| Theodosia Tadiar     | Nenita Pineda                  | •         |           |           |           | Oudere zus van Julita                |
| Thomas Ryckewaert    | Geoffrey Goudezeune            | •         |           |           |           | Neef van Ria                         |
| Jan Hammenecker      | Jerry                          | •         |           | •         |           | Garagist, baas van Frank             |
| Mieke Dobbels        | Katrien                        | •         |           |           |           | Vrouw van Jerry                      |
| Kasper Vandenberghe  | Francis "Cisse"                | •         |           |           | •         | Kennis van Steven                    |
| Hannes Reckelbus     | Patrick                        | •         |           |           | •         | Kennis van Steven                    |
| Jerica Nelson        | Pepita Pineda                  |           |           | •         |           | Tante van Julita                     |
| Onbekende baby       | Franky Welvaert                |           | •         |           |           | Zoon van Frank en Julita             |
| Quinten Somers       | Franky Welvaert                |           |           | •         |           | Zoon van Frank en Julita             |
| Milan Bouckenhove    | Franky Welvaert                |           |           |           | •         | Zoon van Frank en Julita             |
| Alice Erard          | Emma Vantomme                  |           |           | •         |           | Dochter van Chantal (en Geoffrey)    |
| Miet Dujardin        | Emma Vantomme                  |           |           |           | •         | Dochter van Chantal (en Geoffrey)    |
| Pauwels Dirk         | Norbert Nollet                 |           |           | •         | •         | Boer, kennis van Jos en Ria          |
| Peter Van den Begin  | René Vanderlinden              |           |           |           | •         | Politiecommissaris                   |
| Mathias Sercu        | Piet Despriet                  |           |           |           | •         | Onderzoeksrechter, vader van Griet   |
| Katelijne Verbeke    | Betsy Despriet                 |           | •         |           | •         | Moeder van Griet                     |
| Serge Larivière      | Maurice Le Moko                |           |           |           | •         | Gangsterbaas                         |
| Tom Ternest          | Benny Bostyn                   |           |           |           | •         | Gangster                             |
| Jean-Luc Couchard    |                                |           |           |           | •         | Gangster                             |
| Bart Claeys          | Rik Versele                    |           |           |           | •         | Cafébaas                             |
| Jan Van Hecke        |                                |           |           |           | •         | Medegevangene Frank                  |

### Gastoptreden
- Will Tura in aflevering 6 van seizoen 2

## Afleveringen
| Seizoen | Nr. | Titel                                  | Live-kijkers | Live-marktaandeel | Live+6-kijkers | Live+6-marktaandeel | Eerste uitzending |
| ------- | --- | -------------------------------------- | ------------ | ----------------- | -------------- | ------------------- | ----------------- |
| 1       | 1   | Een interessante investering           | 1.028.533    | 36,55%            | 1.258.242      | 39,4%               | 5 november 2013   |
| 1       | 2   | Mijn ma was mee                        | 1.360.886    | 47,34%            | 1.552.314      | 48,5%               | 12 november 2013  |
| 1       | 3   | Operatie Plukketuffers                 | 1.138.266    | 40,09%            | 1.431.311      | 44,6%               | 19 november 2013  |
| 1       | 4   | What is that with the washing machine? | 1.420.238    | 50,14%            | 1.646.703      | 52,4%               | 26 november 2013  |
| 1       | 5   | Tot 7x70 maal                          | 1.531.328    | 52,51%            | 1.717.723      | 53,5%               | 3 december 2013   |
| 1       | 6   | En geen flikken!                       | 1.652.592    | 54,35%            | 1.842.069      | 56,0%               | 10 december 2013  |
| K       | 7   | Kerstspecial                           | 1.210.308    | 52,00%            | 1.565.284      | 54,2%               | 25 december 2016  |
| 2       | 8   | Er is daar een mijnheer                | 1.812.947    | 63,40%            | 2.157.926      | 64,6%               | 21 februari 2016  |
| 2       | 9   | Ut je schuv'n bluv'n                   | 1.807.298    | 65,50%            | 2.088.592      | 65,2%               | 28 februari 2016  |
| 2       | 10  | Coloradokevers                         | 1.795.123    | 62,90%            | 2.033.243      | 63,6%               | 6 maart 2016      |
| 2       | 11  | Sick from Stockholm                    | 1.677.072    | 60,70%            | 2.001.665      | 61,3%               | 13 maart 2016     |
| 2       | 12  | Jos, maak me nu los                    | 1.614.691    | 59,90%            | 1.914.445      | 60,7%               | 20 maart 2016     |
| 2       | 13  | The Code out a Dream from Mama         | 1.534.650    | 56,40%            | 1.826.397      | 57,7%               | 27 maart 2016     |
| 3       | 14  | Bezig met etwuk                        | 1.382.676    |                   | 1.762.549      | 57,4%               | 1 januari 2019    |
| 3       | 15  | Beschuldigd van etwa                   | 1.397.852    |                   | 1.724.248      | 52,8%               | 8 januari 2019    |
| 3       | 16  | Wholemoal alone                        | 1.339.123    |                   | 1.744.923      | 50,9%               | 15 januari 2019   |
| 3       | 17  | No kotje kotje                         | 1.453.621    |                   | 1.760.783      | 52,0%               | 22 januari 2019   |
| 3       | 18  | Ze blow up job                         | 1.323.744    |                   | 1.663.888      |                     | 29 januari 2019   |
| 3       | 19  | Tende                                  | 1.543.565    |                   | 1.880.041      |                     | 5 februari 2019   |